# Hiroshi Fujii
| (20073) Yumiko            | 9. Januar 1994 | [1] |
| (43859) Naoyayano         | 9. Januar 1994 | [1] |
| - [1] mit Takao Kobayashi |                |     |

Hiroshi Fujii ist ein japanischer Astronom und Asteroidenentdecker.
Er entdeckte zusammen mit Takao Kobayashi am 9. Januar 1994 zwei Asteroiden. Er ist verheiratet mit Yumiko Fujii (* 1968), nach der er einen Asteroiden benannte, mit der er einen Sohn, Naoya (* 1998), und eine Tochter, Ayano (* 2001), hat, die ebenfalls Namenspaten für seinen zweiten entdeckten Asteroiden wurden.